# La Paz (Canelones)
La Paz ist eine Stadt in Uruguay.

## Geographie
Sie befindet sich im 5. Sektor des Departamento Canelones im Süden Uruguays. Westlich liegen Villa Paz S.A. (Aires Puros), Barrio La Lucha, Barrio Cópola und Costa y Guillamón. Im Norden grenzt Las Piedras an.

## Geschichte
Gegründet wurde die Stadt im Jahre 1872 als Rückzugs- und Erholungsort für die reicheren Einwohner von Montevideo. Am 19. Dezember 1957 bekam La Paz den Status "Ciudad" durch das Gesetz Nr. 12.477 verliehen.

## Infrastruktur

### Bildung
La Paz verfügt über zwei weiterführende Schulen (Liceo). Dies sind das am 16. März 1964 gegründete Liceo Nº 1 de La Paz "Javier de Viana" und das Liceo Nº 2 de La Paz, das 1992 den Lehrbetrieb aufnahm.

### Sport
In La Paz ist der am 24. Juni 1924 gegründete Fußballverein Club Oriental de Football beheimatet, der eine Heimspiele im 1500 Zuschauer fassenden Parque Oriental austrägt. In der Saison 2010/11 tritt die Mannschaft des Vereins in der Segunda "B" an.

## Einwohner
La Paz hat 19.724 Einwohner. (Stand: 2023)
| Jahr | Einwohner |
| ---- | --------- |
| 1963 | 13.203    |
| 1975 | 14.653    |
| 1985 | 16.209    |
| 1996 | 19.547    |
| 2004 | 19.832    |
| 2011 | 20.526    |
| 2023 | 19.724    |

Quelle: Instituto Nacional de Estadística de Uruguay

## Municipio
La Paz ist größte Stadt und Sitz des 33 km² großen Gemeinde Municipio La Paz.

## Söhne und Töchter der Stadt
- Fabricio Díaz (* 2003), Fußballspieler
- Eduardo Fernández (* 1952), Gitarrist
- Víctor Rossi (* 1943), Politiker (ehem. Verkehrsminister)